# София Бранденбург-Ансбах-Кульмбахская
София Бранденбург-Ансбах-Кульмбахская (нем. Sophie von Brandenburg-Ansbach-Kulmbach, пол. Zofia Hohenzollern; 10 марта 1485 — 24 мая 1537) — немецкая принцесса из ансбахской линии династии Гогенцоллернов, жена князя Легницы Фридриха II (12 февраля 1480 — 17 ноября 1547).

## Биография

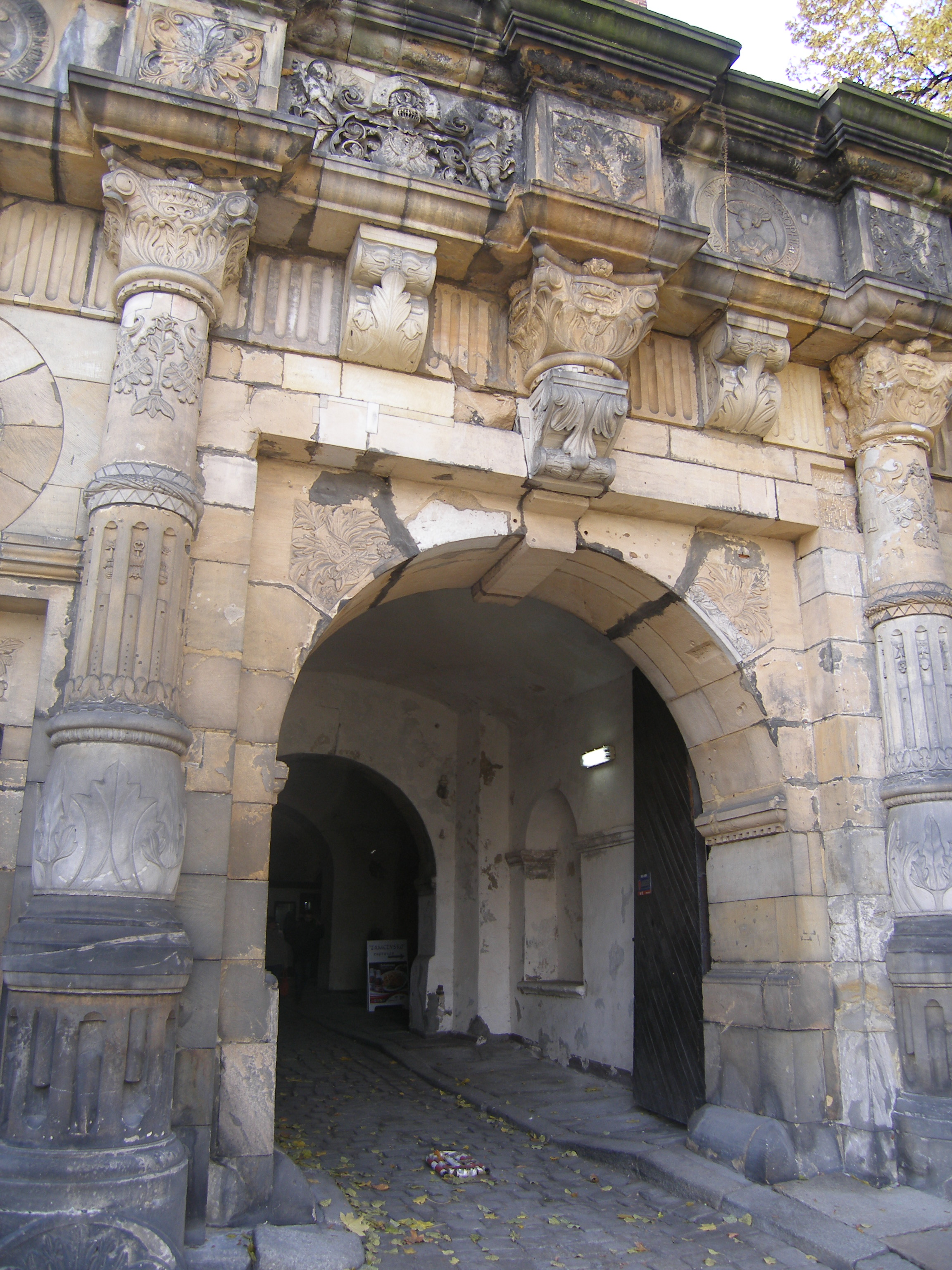
Входной портал замка Пястов в Легнице

София была третьей дочерью маргкрафа Бранденбург-Ансбаха Фридриха I и Софии Ягеллонки, дочери короля Польши Казимира IV.
24 ноября 1518 года София вышла замуж за князя Легницкого Фридриха II. Супруги поддерживали реконструкцию замка Пястов в Легнице в начале XVI века, ренессансный главный входной портал которого украшен бюстами Софии и Фридриха. Пара также изображена на витраже Церкви Пресвятой Богородицы в Легнице.
От этого брака родилось трое детей:
- Фридрих III (22 февраля 1520 — 15 декабря 1570), князь Легницкий (1547—1551, 1556—1559) и Любинский (1550—1551)
- Георг II (18 июля 1523 — 7 мая 1586), князь Бжегский, Олавский и Волувский (1547—1586)
- София (1525 — 6 февраля 1546), муж с 15 февраля 1545 года курфюрст Бранденбургский Иоганн Георг.